# Torre Clavell
La torre Clavell (in inglese Clavell Tower) si trova a Kimmeridge, villaggio e parrocchia civile dell'Inghilterra, appartenente alla contea del Dorset nella parte sud-orientale della Gran Bretagna. Si tratta in parte di un edificio stravagante e la sua costruzione risale al XVIII secolo.

## Storia

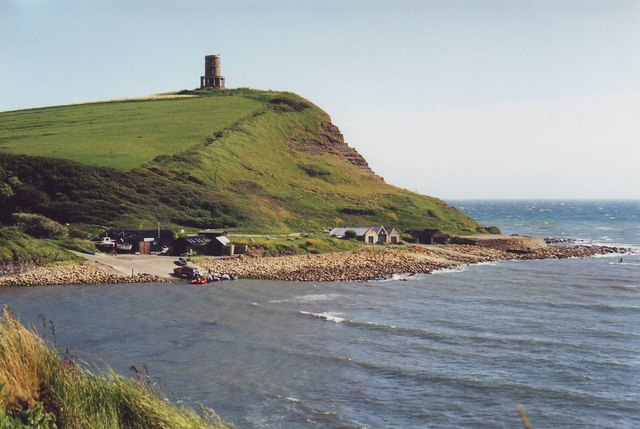
Torre Clavell che domina la baia di Kimmeridge

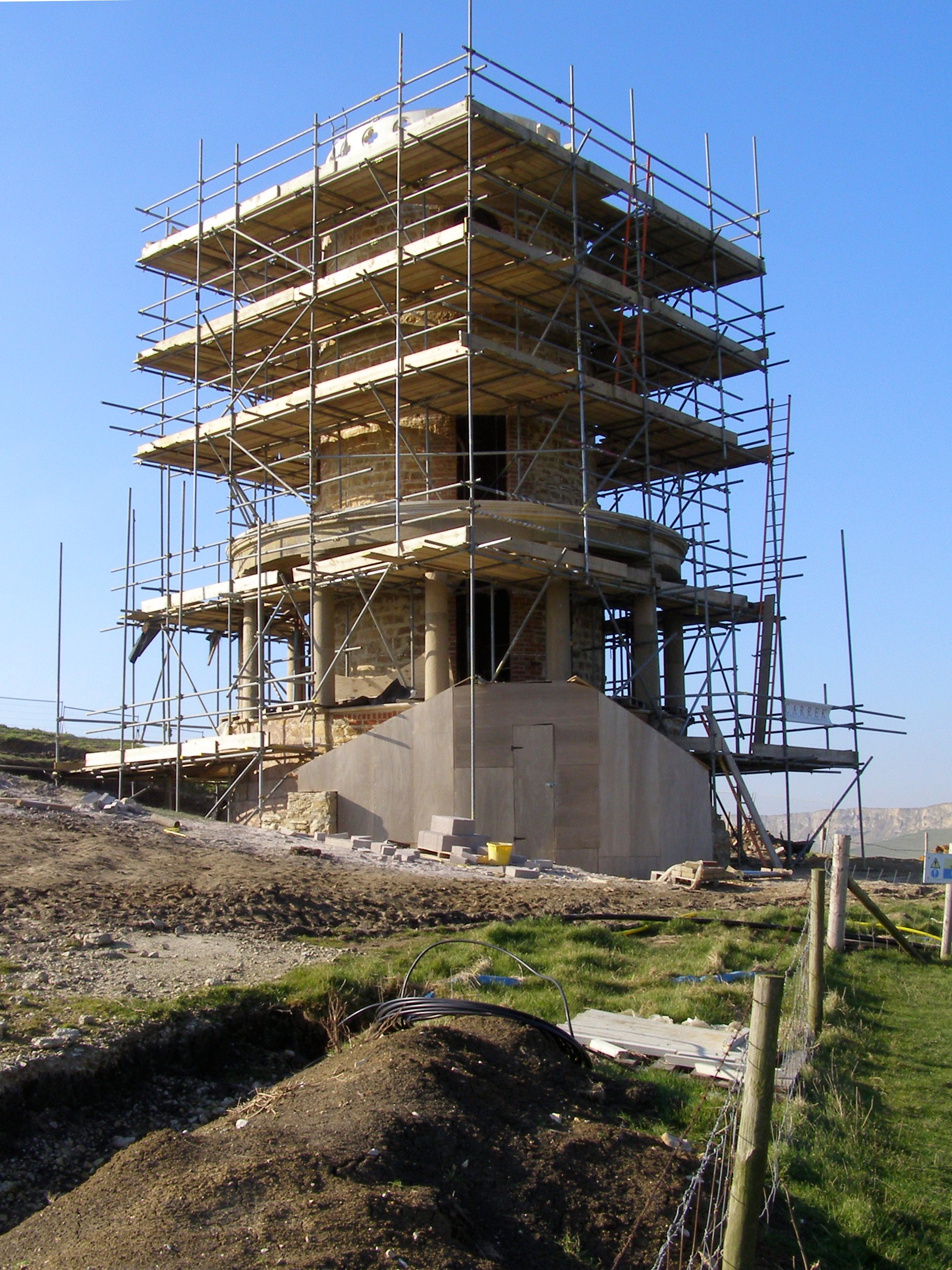
Lavori di spostamento e ricostruzione della torre Clavell nel mese di febbraio del 2008

Attorno alla metà del XVIII secolo in Inghilterra si iniziarono a costruire finte rovine ed edifici fantasiosi come torri, mura e castelli che, anche se di nuova costruzione, sembravano antichi. La torre Clavell è uno di questi capricci architettonici costruita dal reverendo John Richards Clavell nel 1830. La torre originale, alta circa 11 metri, venne edificata su una parete rocciosa a circa 100 metri sul livello del mare. Negli anni trenta del XX secolo venne utilizzata come punto di vedetta sino a quando venne semidistrutta da un incendio. La costa sulla quale venne costruita fu la prima area in Inghilterra ad essere dichiarata patrimonio naturale dell'umanità, ma la base scelta per le sue fondamenta si rivelò poco stabile e nel 2002 iniziarono i lavori per smantellare e ricostruire la torre lontano dal bordo della scogliera che stava franando.

## Descrizione
Questa torre circolare a quattro piani si trova a sud dell'abitato di Kimmeridge, villaggio e parrocchia civile dell'Inghilterra, contea del Dorset, parte sud-orientale della Gran Bretagna. Si alza sulla scogliera che domina la baia ed è costituita dalla torre principale edificata in pietra naturale mentre le cornici delle finestre sono in mattoni. Il piano terra è circondato da un colonnato toscano e il tetto e il parapetto sono in pietra di Purbeck. La torre ha in tutto quattro piani.

### Nella cultura di massa
La torre è stata d'ispirazione per il romanzo The Black Tower di P. D. James che nel 1975 vinse il premio Silver Dagger Award.

### Bene tutelato come edificio storico
L'English Heritage ha classificato la torre Clavell come edificio storico di secondo grado col numero 1120474.